# Asesinas silenciosas
Asesinas silenciosas (título original: Silent Predators) es un telefilme de 1999 dirigido por Noel Nosseck y protagonizado por Harry Hamlin, Shannon Sturges y David Spielberg.

## Argumento
Estamos en California en 1999. El enérgico jefe de bomberos Vic Rondelli acaba en el pequeño pueblo de San Catalano. En los últimos 20 años, esa tranquila ciudad ha quintuplicado su población y el maestro de la construcción Max Farrington sigue adelante con nuevos proyectos de construcción a gran escala para hacerla más grande todavía.
Sin embargo no sólo las personas encuentran aquí un nuevo hogar. Una especie de serpiente extremadamente peligrosa y agresiva también se ha establecido aquí después de que una serpiente de cascabel tropical importada se cruzara allí con la serpiente de cascabel nativa de espalda de diamante hace dos décadas. De esa manera se ha desarrollado un bastardo altamente explosivo con un mortal instinto de caza. Asustado por las obras que se hacen, esa especie se dirige contra los "invasores" de su reino. Eso lleva a que toda la ciudad esté ahora amenazada por ella.

## Reparto
| Actor              | Personaje           |
| ------------------ | ------------------- |
| Harry Hamlin       | Vic Rondelli        |
| Shannon Sturges    | Mandy Stratford     |
| David Spielberg    | Alcalde Parker      |
| Patty McCormack    | Vera Conrad         |
| Beau Billingslea   | George Mitchell     |
| Phillip Troy Linge | Dr. Matthew Watkins |
| Jack Scalia        | Max Farrington      |
| David Whitney      | Ken                 |

## Producción
El guion del filme fue hecha con ayuda de John Carpenter, uno de los maestros del género. Una vez hecha, la película fue filmada en Queensland, Australia.

## Recepción
Hoy en día el filme fue valorado en los portales de información cinematográfica. En IMDb, por ejemplo, con aproximadamente 1100 votos registrados, el filme obtiene una media ponderada de 4,2 sobre 10. En otro portal, Rotten Tomatoes, la película fue valorada por más de 250 usuarios, los cuales le dieron una valoración media de 2,5 de 5. También cabe destacar que el 46% de los usuarios de La Vanguardia la valoraron positivamente.